# Guerra di successione borgognona
La guerra di successione borgognona si svolse dal 1477 al 1482, immediatamente dopo le Guerre borgognone. Essa ripartì le terre ereditarie borgognone tra il Regno di Francia e la Casa d'Asburgo dopo che l'ultimo duca Carlo il Temerario era morto nella Battaglia di Nancy il 5 gennaio 1477.

## L'eredità di Carlo il Temerario
Carlo il Temerario non aveva successori maschi. Maria di Borgogna la sua unica figlia aveva molti pretendenti che erano intenzionati ad acquisire la sua copiosa eredità. Tra questi vi era Carlo, figlio di re Luigi XI di Francia, che formalmente era il signore feudale supremo dell'ultimo duca. Luigi colse l'occasione alla morte di Carlo cercando di creare delle sollevazioni nei territori (come ad esempio la Guerra di Gheldria, 1477–1499), inviando le sue armate ad occupare diversi territori, tra cui lo stesso Ducato di Borgogna, la Franca Contea, la Piccardia e l'Artois. Facendo inoltre sposare Maria con suo figlio ed erede presunto, egli si sarebbe assicurato tutte le terre ereditarie borgognone. Ad ogni modo, la giovane duchessa venne posta sotto pressione dagli Stati Generali a non lasciare quelle province in eredità alla Francia. Per calmare i fervori interni al paese, Maria si risole a concedere il Gran Privilegio agli Stati Generali l'11 febbraio.
Oltre al candidato francese, vi erano anche il duca Adolfo di Gheldria, che però si trovava in prigionia e che sarebbe stato rilasciato solo a condizione che avesse concesso Tournai ai francesi. Scegliendo lui Maria avrebbe potuto cogliere due piccioni con una fava, ovvero pacificare la borgogna ed i ribelli gheldriani, stringendo inoltre un'alleanza tra le due potenze contro il pericolo comune della Francia. L'assedio di Torunai (1477), ad ogni modo, fu un fallimento che complicò la riconquista di Artois e Piccardia. Più tardi, Adolfo venne ucciso in battaglia (27 giugno), e perciò anche questo candidato poté considerarsi eliminato e gli stessi Stati Generali di Gheldria finirono per allearsi con la Francia continuando la loro rivolta contro la Borgogna.
Gli occhi di Maria si posarono a questo punto sull'arciduca asburgico Massimiliano I d'Austria. Egli possedeva i mezzi necessari per contrastare le armate francesi ed il pedigree degli Asburgo era assolutamente ineccepibile. Il 19 agosto 1477 i due si sposarono, unendo così per sempre le casate di Borgogna e d'Asburgo.

## La guerra di successione
L'arciduca Massimiliano si impegnò seriamente per mantenere le province ereditarie di sua moglie, combattendo sia la Francia a sud che la Gheldria a nord e simultaneamente reprimendo delle rivolte interne, soprattutto nelle Fiandre. La perseveranza venne messa a dura prova: gli Stati Generali di Borgogna avevano già riconosciuto l'annessione alla Francia il 29 gennaio. Nel 1478, le province di Auxois, Charolais e Beaune si ribellarono e tentarono di staccarsi dai domini della Francia, ma dovettero arrendersi nel 1479. Luigi XI quindi tentò un'invasione dell'Artois. Il 7 agosto 1479, le truppe francesi vennero sconfitte da un'armata fiammingo-austriaca nella battaglia di Guinegate.

## La pace
La Francia egli Asburgo siglarono il Trattato di Arras (1482). Massimiliano riconobbe l'annessione delle due borgogne e molti altri territori ai suoi domini. La Gheldria rimase nelle mani dei borgognoni, anche se non mancarono le rivolte interne. Con il Trattato di Senlis del 1493, Massimiliano riottenne la Contea di Borgogna, l'Arras ed il Charolais, ma il cuore della Piccardia venne persa definitivamente a favore della Francia.